# 묘향산맥
묘향산맥(妙香山脈)은 자강도, 평안북도, 평안남도에 걸쳐 있는 산맥이다. 낭림산맥에서 서남으로 뻗쳐 평안남북도계를 달리며, 길이 150km, 높이 700~1,600ｍ의 산맥이다. 랑림산맥에서 갈라져 나와서 랑림산(표준어: 소백산)을 거쳐서 청룡산맥의 성지봉까지 뻗어 있다. 산맥 중에는 한국의 명산중 하나인 묘향산(1,909ｍ)을 비롯하여, 늡재덕봉(1,919ｍ)·향라봉(1,724ｍ)·천쾌산(1,927ｍ)·강선봉 (1,613ｍ)·용문산(1,180ｍ) 등이 있다.
산맥의 동부에는 화강편마암이 침식되어 생긴 명산이 많고, 서부 석회암지대에는 용식작용에 의하여 지하에 많은 동굴이 형성되었다. 그 중 유명한 것은 용문산 서쪽의 동룡굴과 동쪽의 백령대굴이다. 또 산맥 서부에는 지하자원이 풍부한데 특히 무연탄의 매장량이 많다.